# Frederik VI van Zollern
Frederik VI van Zollern bijgenaamd de Ridder of de Oudere (overleden op 4 mei 1298) was van 1289 tot 1298 graaf van Zollern. Hij behoorde tot het huis Hohenzollern.

## Levensloop
Frederik VI was de zoon van graaf Frederik V van Zollern en Udilhild van Dillingen. Na de dood van zijn vader in 1289 volgde Frederik VI hem op als graaf van Zollern. 
Later dat jaar verdeelde hij de erfenis van zijn vader tussen hem en zijn broer Frederik de Jongere. Hierbij behield Frederik VI het graafschap Zollern, terwijl de heerlijkheden Schalksburg en Mühlheim naar zijn broer Frederik de Jongere gingen. In 1296 breidde Frederik VI zijn gebied uit door enkele stukken land van de abdij van Bebenhausen over te kopen.

## Huwelijk en nakomelingen
In 1281 huwde hij met Cunigunde van Baden (1265-1310), dochter van markgraaf Rudolf I van Baden. Ze kregen volgende kinderen:
- Albrecht (jong gestorven)
- Cunigunde (overleden tussen 1380 en 1384), abdis in de abdij van Lichtenthal
- Frederik VII (overleden in 1309), graaf van Zollern
- Frederik VIII (overleden in 1333), graaf van Zollern
- Sophia (overleden na 1300), zuster in de abdij van Stetten
- Frederik (overleden in 1361)